# Tobias Schellenberg
Tobias Schellenberg (* 17. November 1978 in Leipzig) ist ein ehemaliger deutscher Wasserspringer.

## Sportliche Laufbahn
Schellenberg startete seit 2006 für den Berliner TSC, die Jahre davor für den SC DHfK Leipzig und gewann insgesamt 18 Deutsche Meisterschaften vom 1-Meter- und 3-Meter-Brett, sowie im Synchronspringen vom 3-Meter-Brett. Außerdem wurde er zwei Mal zum Springer des Jahres in Leipzig gewählt.
International konnte er die größten Erfolge im Synchronspringen mit seinem Partner Andreas Wels erringen. Ihr erster großer Erfolg war der Titelgewinn bei der Europameisterschaft 2000 in Helsinki, den sie 2006 in Budapest wiederholen konnten. Ihr größter Erfolg war aber die Silbermedaille bei den Olympischen Spielen 2004 in Athen. Diesen Platz konnten sie ein Jahr später auch bei den Weltmeisterschaften in Montreal verteidigen. Hinzu kommen noch EM-Silber 2002 in Berlin sowie WM-Bronze 2003 in Barcelona und 2007 in Melbourne. Im Juni 2008 wurde er in Eindhoven noch einmal mit seinem Synchronpartner Vizeeuropameister.
Im Einzel war die Bronzemedaille vom 1-Meter-Brett bei der Europameisterschaft 2004 in Madrid sein größter Erfolg.
2008 beendete er seine aktive Laufbahn.

## Auszeichnungen
Für seine sportlichen Erfolge erhielt er am 16. März 2005 das Silberne Lorbeerblatt.

## Privates
Schellenbergs erster Sohn wurde im August 2005, sein zweiter Sohn 2009 geboren. Er war seit 2007 mit der ehemaligen Wasserspringerin Olivia Maresch verheiratet, ist jedoch wieder geschieden. Er lebt in Berlin. Dort arbeitete er nach einem Studium der Sozialpädagogik zunächst bei der Björn-Schulz-Stiftung, anschließend als Sozialpädagoge und Kinder- und Jugendlichenpsychotherapeut in der Klinik für Pädiatrie mit Schwerpunkt Onkologie und Hämatologie der Charité Berlin.